# Батаюртовский сельсовет
Батаюртовский сельсовет  — административно-территориальная единица и муниципальное образование со статусом сельского поселения в Хасавюртовском районе Дагестана Российской Федерации.
Административный центр — село Батаюрт.

## История
22 ноября 1928 года 4 сессией ЦИК ДАССР 6 созыва принимается новый проект районирования республики. На его основе было принято постановление о разукрупнении округов и районов и образовании 26 кантонов и 2 подкантонов. Хасавюртовский кантон был образован на части территории бывшего Хасавюртовского округа, переданного в состав ДАССР из Терской области в 1921 году. По новому районированию кантон состоял из 18 сельских советов, в том числе и Батаюртовский: Батаюрт, Умашаул, Умаш-отар.

## Населённые пункты
На территории сельсовета находятся населённые пункты:
1. село Батаюрт — 6484[5]
2. село Умашаул — 830[5]

## Население
| 2002  | 2010  | 2012  | 2013  | 2014  | 2015  | 2016  |
| ----- | ----- | ----- | ----- | ----- | ----- | ----- |
| 5159  | ↗5522 | ↗5606 | ↗5646 | ↗5715 | ↗5775 | ↗5835 |
| 2017  | 2018  | 2019  | 2020  | 2021  | 2023  | 2024  |
| ↗5892 | ↗5976 | ↗6001 | ↗6052 | ↗7314 | ↗7396 | ↗7465 |
| 2025  |       |       |       |       |       |       |
| ↗7539 |       |       |       |       |       |       |

В 2010 году в сельском поселении проживало 3,9 % населения района.